# Соколов, Михаил Иванович (священник)
Михаил Иванович Соколов (1825, Юхновский уезд, Смоленская губерния — 14 [26] ноября 1885, Юхновский уезд, Смоленская губерния) — российский священник (иерей), сельский пастырь и духовный писатель, на протяжении жизни сотрудничавший с несколькими церковными периодическими изданиями.

## Биография
Родился в селе Дубровны (Дуброво) Юхновского уезда Смоленской губернии (ныне Тёмкинский район Смоленской области) в семье священника. В 1841 году окончил Вяземское духовное училище, в 1847 году — Смоленскую духовную семинарию, где был одним из лучших студентов. В 1847—1856 годах работал учителем 1-м класса 2-го Смоленского духовного училища. 9 декабря 1856 года после смерти своего отца получил назначение пастырем в родное село.
Из епархиальных общественных служб с 1859 по 1872 год занимал должность катехизатора, с 1860 года и до смерти — духовника; в 1862 году был назначен наблюдателем над сельскими училищами в Безобразове, Дубровне и Митькове. С 1868 по 1871 и с 1874 по 1877 год был членом Вяземского окружного съезда. В 1881—1885 годах был окружным следователем.
Был женат, имел четырёх детей; скоропостижно скончался от тифа.

## Деятельность
Его усилиями в селе Дубровны была основана первая школа, где он на протяжении многих лет был единственным учителем; затем на несколько лет отошёл от преподавания, но к осени 1885 года вновь на свои средства организовал открытие школы при сельской церкви. Параллельно занимался сельским хозяйством, был известен как опытный агроном и пользовался большим уважением и любовью своих прихожан.

## Публикации
Широкую известность в губернии Соколов получил не только как проповедник, но и как публицист: на протяжении своей жизни он сотрудничал с такими изданиями, как «Смоленские епархиальные ведомости», «Церковный вестник», «Руководство для сельских пастырей» (в последнем издании состоял штатным сотрудником в 1885 году). Одним из первых поднял проблему материального обеспечения сирот духовенства (в статьях «Современный вопрос» 1877 года и «К вопросу о сиротах духовного звания» 1880 года), а также об организации церковно-приходских школ. В 1878—1879 годах в «Смоленских епархиальных ведомостях» был напечатан цикл его проповедей под заглавием «Краткие поучения на все воскресные дни», весь гонорар за который он передал в пользу малоимущих воспитанников местной семинарии; в 1885 году в том же издании его поучения печатались почти в каждом новом выпуске; в 1887 году они были выпущены в Воронеже отдельным изданием:
- Поучения священника Смоленской епархии села Дубровы Михаила Соколова. — Воронеж : ред. журн. «Пастырский собеседник», 1887. — [2], 400 с.

Согласно некрологу в «Смоленских епархиальных ведомостях», о проповедях Соколова положительно отзывалось «всё духовенство Смоленской епархии». С 1860 года неоднократно получал архипастырские благословения одобрения епархиального начальства за усердное служение и многие другие награды; в 1871 году получил личную благодарность от обер-прокурора св. Синода графа Толстого за написанные Соколовым и посвящённые ему 62 пастырских поучения.